# Haffkrug
Haffkrug ist eine Dorfschaft der Gemeinde Scharbeutz in Schleswig-Holstein mit 1745 Einwohnern (Stand: 10. Juni 2024).

## Geschichte
Haffkrug besteht seit mehr als 600 Jahren. Ein Krug gab ihm seinen Namen. Das ist einer Urkunde aus dem Jahre 1388 zu entnehmen, in der der „kroghe by dem have“ erwähnt wird, was Krug „am Haff“ oder aber auch „am Hafen“ bedeutete. Mit der Sommersaison 1813 begann der „Badebetrieb“.  Die Anregung zu diesem Bad, in dem Badekarren als Umkleidekabinen auf Rädern aufgestellt wurden, dürfte aus der damaligen Residenzstadt Eutin gekommen sein. Auf diesem historischen Grund stand später das renommierte Elisabethbad der Familie Knoop. 1894 brannte das Elisabethbad ab und wurde 1895 als 120-Betten-Haus wieder aufgebaut. Ende 1917 ging das Elisabethbad mit dem gesamten Inventar und mit allen Nebengebäuden auf den Konsum-, Bau und Sparverein „Produktion“ PRO in Hamburg über, der 1919 ein Kindererholungsheim errichtet. Mehr als 40.000 Kinder konnten in der Zeit bis 1973 einen kostenlosen Vier-Wochen-Urlaub in Anspruch nehmen. Heute befindet sich dort das Senioren-Ferienhaus im Besitz der PRO-Stiftung. Auf dem Gelände des Ferienhauses wurde eine weitere Seniorenwohnanlage mit 63 Wohnungen gebaut, die im Laufe des Jahres 2022 abgerissen wird, um einer neuen Seniorenwohnanlage mit 34 Appartements Platz zu machen. Mit 1.745 Einwohnern am 10. Juni 2024 ist Haffkrug nach Pönitz (1.897 Einwohner) und Scharbeutz (4.774 Einwohner) der drittgrößte Ortsteil der Gemeinde.

## Wirtschaft und Verkehr
Haffkrug liegt in der westlichen Lübecker Bucht und ist mit dem Auto über die Bundesautobahn 1 zu erreichen. Am westlichen Rand des Dorfes liegt der gleichnamige Bahnhof Haffkrug an der Bahnstrecke Lübeck–Puttgarden, der im Zuge der Hinterlandanbindung zur festen Fehmarnbeltquerung um etwa 300 m weiter westwärts verlegt werden soll.
| Linie | Zuglauf                                                                                                 | KBS   | Takt                              |
| ----- | --- | ----- | --------------------------------- |
| RB 85 | Lübeck – Bad Schwartau – Timmendorferstrand – Scharbeutz – Haffkrug – Sierksdorf – Neustadt in Holstein | [ 6 ] | stündlich, werktags halbstündlich |
| X 85  | Lübeck – Haffkrug – Sierksdorf – Lensahn – Oldenburg – Großenbrode – Fehmarn-Burg – Puttgarden          | [ 6 ] | Buslinie – stündlich              |

Den Titel eines Heilbads darf Haffkrug seit 1813 tragen, seit 1970 ist es Seeheilbad. Seit Januar 1974 ist Haffkrug ein Ortsteil von Scharbeutz. Es erstreckt sich knapp zwei Kilometer am Ostseestrand.
Von der neuen Seebrücke, deren Bau 2023 begann, aus werden Ausflugsfahrten mit dem Schiff angeboten, z. B. nach Lübeck-Travemünde oder Richtung Grömitz.  Im Sommer werden an der Freilichtbühne am Kurparkhaus Feste ausgetragen. Das größte Event in Haffkrug ist die Aalwoche, die immer am letzten vollen Juli-Wochenende auf dem Heinz-Brockmann-Platz im Waldweg stattfindet. Es gibt einige Hotels und Restaurants sowie diverse Strandshops.
Ins öffentliche Interesse rückte Haffkrug, nachdem Pläne bekannt wurden, die natürlich gewachsene Küstenlandschaft tiefgreifend umzugestalten, um einen Yachthafen zu bauen. Dieses Vorhaben wird nach wie vor kontrovers diskutiert.
Direkt an der Abfahrt 15 (Haffkrug/Eutin) der A 1 befindet sich ein Ehrenfriedhof für die Toten der Cap Arcona- und Thielbek-Katastrophe, auf dem Opfer des Untergangs der Cap Arcona und der Thielbek bestattet sind.

## Trivia

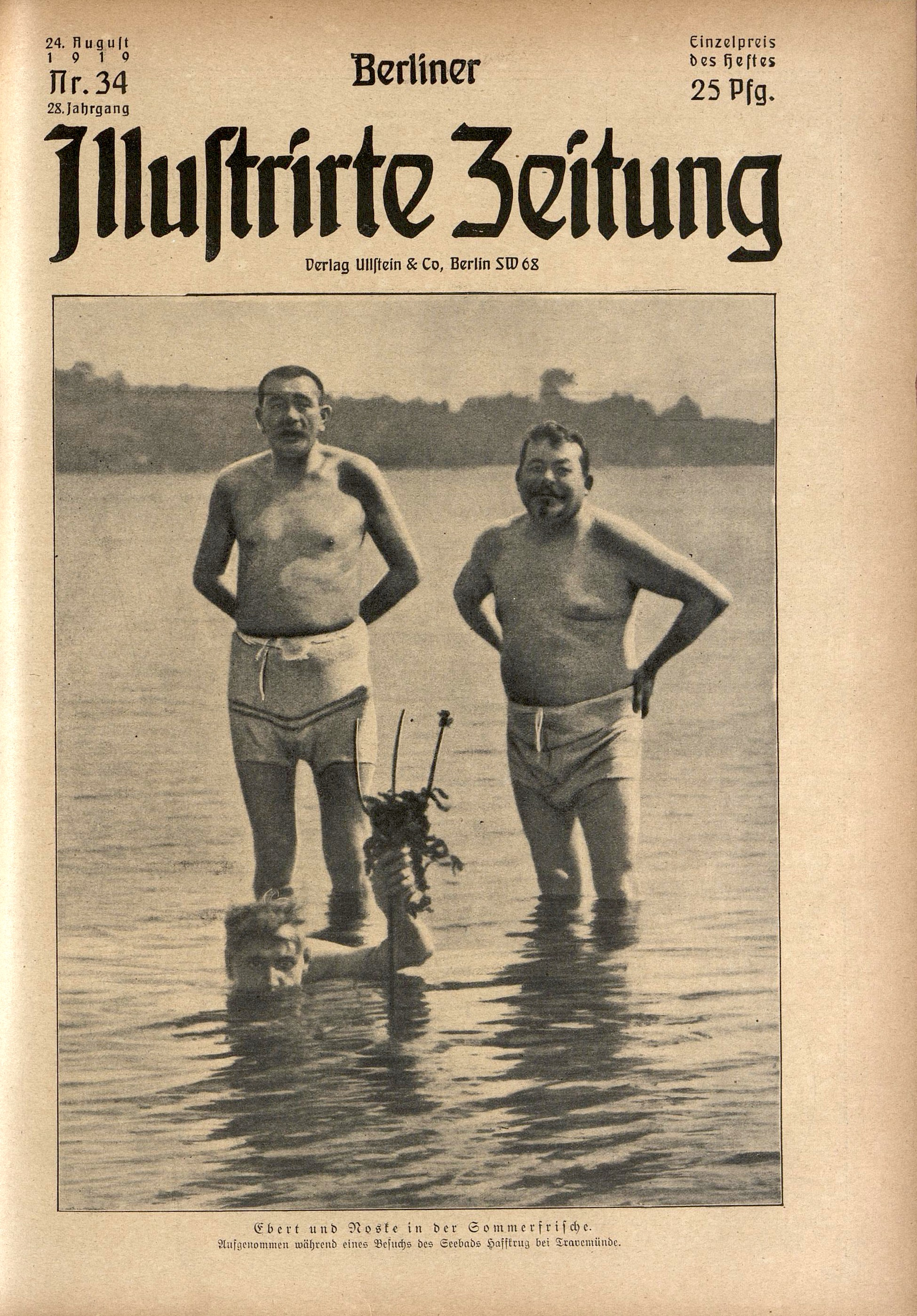
Ebert und Noske in der Sommerfrische. Aufgenommen während eines Besuchs des Seebads Haffkrug bei Travemünde.

Das in der Weimarer Zeit bekannte Badebild mit Reichspräsident Friedrich Ebert und Reichswehrminister Gustav Noske entstand am 16. Juli 1919 am Strand von Haffkrug.
Die Schlussszene des Kinofilms 25 km/h wurde auf der Seebrücke in Haffkrug gedreht.

## Persönlichkeiten
- Wilhelm Karl Kurt Albers (1918–2000) (Pseudonym: Willi Albers), geboren in Haffkrug, Wirtschaftswissenschaftler und Hochschullehrer
- Otto Wulk (1909–1982), Grafiker, Maler und Glasmaler, hatte sein Atelier in Haffkrug